# Puppenhausmuseum Sankt Thomas am Blasenstein

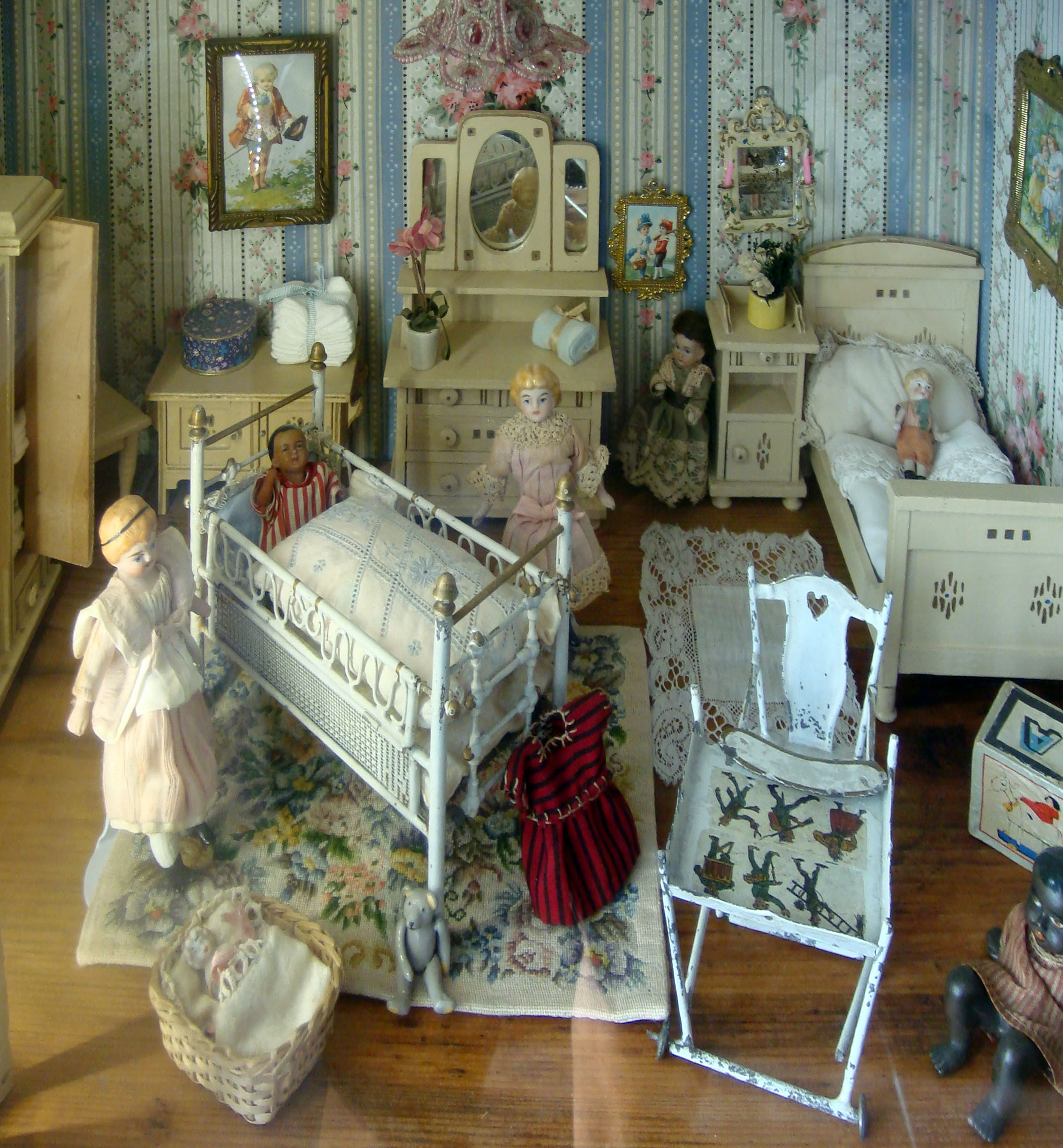
Puppenstube aus der Zeit der Eröffnung des Museums 2010.

Das Puppenhausmuseum Sankt Thomas am Blasenstein befindet sich in der Marktgemeinde St. Thomas am Blasenstein im Bezirk Perg in Oberösterreich. 2018 wurde das Museum geschlossen. Die Puppen sollen auf Burg Kranichberg übersiedelt werden.

## Geschichte
Das Museum gehört dem Unternehmerehepaar Julia und Gerhard Lehner und befindet sich in einem ehemaligen Schulgebäude am Dorfplatz von St. Thomas. Es wurde am 11. April 2010 eröffnet und verfügte über mehr als 2000 Exponate, die auf 450 Quadratmetern ausgestellt waren. Es galt als das größte Puppenhausmuseum in Österreich. Leider geschlossen 2018.

## Exponate
Die Sammlung umfasst Puppen, Teddybären, Puppenhäuser, Kaufmannsläden und andere Miniaturen überwiegend aus dem 19. Jahrhundert. In Sonderausstellungen sollen künftig auch weitere Sammlungen des Eheparres, wie die größte Ostereier-Sammlung Österreichs und die umfangreichste Haarbildsammlung Europas der Öffentlichkeit zugänglich gemacht werden.